# 库尔勒市西尼尔镇
库尔勒市西尼尔镇，是中国新疆维吾尔自治区巴音郭楞蒙古自治州库尔勒市下辖的一个乡镇级行政单位。

## 行政区划
库尔勒市西尼尔镇共辖以下地区：
西尼尔社区、红旗社区、巴西额孜村、西尼尔村、团结村。